# Joachim Pape
Joachim Pape (* 21. November 1923; † 20. Juli 2006 in Neuruppin) war ein deutscher Schauspieler und Synchronsprecher.

## Leben und Wirken
Joachim Pape wurde vor allem durch seine Mitwirkung in Filmen der DEFA und in Fernsehserien des Deutschen Fernsehfunks einem breiten Publikum bekannt und wirkte von 1952 bis 1991 in über 60 Film-und-Fernsehproduktionen mit. Er war dabei oftmals in einer Nebenrolle besetzt.
Er war auch als Bühnendarsteller an verschiedenen Theatern aktiv. So war er beispielsweise von 1967 bis 1977 als festes Ensemblemitglied am Hans Otto Theater in Potsdam engagiert.
Pape war zudem als Synchronsprecher tätig. In dem Märchen-Klassiker Drei Haselnüsse für Aschenbrödel sprach er in der DDR-Synchronfassung die Rolle des Jäger; er lieh seine Stimme dabei dem tschechischen Schauspieler Miloš Vavruška.
Joachim Pape lebte zuletzt in Rheinsberg. Er starb am 20. Juli 2006 im Alter von 82 Jahren in einem Krankenhaus in Neuruppin.

## Filmografie
- 1952: Frauenschicksale
- 1959: Natürlich die Nelli!
- 1963: Die Spur führt in den 7. Himmel
- 1964: Abgelegt unter M
- 1965: Episoden vom Glück
- 1966: Geheimkommando Bumerang
- 1967: Das Tal der sieben Monde
- 1967: Die Fahne von Kriwoj Rog
- 1968: Der Mensch neben Dir
- 1968: Komödie der Irrungen
- 1969: Krupp und Krause (TV-Mehrteiler)
- 1969: Befreiung
- 1970: Im Spannungsfeld
- 1970: Jeder stirbt für sich allein
- 1971: Karriere
- 1971: KLK an PTX – Die Rote Kapelle
- 1971: Optimistische Tragödie
- 1971: Arthur Becker (TV-Mehrteiler)
- 1971: Nachtasyl
- 1972: Die Bilder des Zeugen Schattmann (TV-Vierteiler)
- 1973: Tandem mit Mettmann
- 1973: Die Brüder Lautensack (Fernsehserie)
- 1973–1976: Das unsichtbare Visier (Fernsehserie)
- 1973: Drei Haselnüsse für Aschenbrödel (Tři oříšky pro Popelku)
- 1973: Die sieben Affären der Doña Juanita (TV-Vierteiler)
- 1974: Der Leutnant vom Schwanenkietz (TV-Dreiteiler)
- 1974: Die Frauen der Wardins (TV-Dreiteiler)
- 1974: Visa für Ocantros
- 1975: Looping
- 1975: Schwester Agnes
- 1975: Mein lieber Mann und ich
- 1976: Beethoven – Tage aus einem Leben
- 1976: Die Forelle
- 1976: Nelken in Aspik
- 1977: Unterwegs nach Atlantis
- 1977: Ernst Schneller
- 1978: Der gepuderte Mann im bunten Rock
- 1978: Gefährliche Fahndung (Fernsehserie)
- 1978: Spuk unterm Riesenrad
- 1978: Bluthochzeit (Studioaufzeichnung)
- 1978: Amor holt sich nasse Füße
- 1979: Addio, piccola mia
- 1979: Lachtauben weinen nicht
- 1979: Herbstzeit
- 1979: Fleur Lafontaine
- 1980: Der Baulöwe
- 1980: Archiv des Todes (Fernsehserie)
- 1980: Levins Mühle
- 1981: Ein Engel im Taxi
- 1982: Bahnwärter Thiel
- 1982: Märkische Forschungen
- 1983: Die Schüsse der Arche Noah
- 1983: Pianke
- 1983: Spuk im Hochhaus (Fernsehserie)
- 1983: Frühlings-Sinfonie
- 1984: Der Lude
- 1985: Sachsens Glanz und Preußens Gloria (TV-Sechsteiler)
- 1988: Polizeiruf 110: Amoklauf (TV-Reihe)
- 1989: Coming Out
- 1989: Vera – Der schwere Weg zur Erkenntnis
- 1989: Johanna (Fernsehserie)
- 1990: Albert Einstein (TV-Zweiteiler)
- 1991: Heute sterben immer nur die andern

## Theater
- 1967: Peter Abraham: Und das soll Liebe sein? (Zobel) – Regie: Hans Lohr (Hans Otto Theater Potsdam)
- 1968: Friedrich Wolf: Die Matrosen von Cattaro (Alois Zapp) – Regie: Peter Kupke (Hans Otto Theater Potsdam)
- 1969: Lotar Olias: Millionen für Penny (Souffleur Sig) – Regie: Günter Rüger  (Hans Otto Theater Potsdam)
- 1977: Günter Schubert: Olle Henry (Arzt) – Regie: Gerd Staiger (Hans Otto Theater Potsdam)